# 堀田春樹
堀田 春樹（ほった はるき）は、石川県出身の写真家。取材プロダクション拳論のスタッフ。

## 経歴
若いときからキックボクシングの試合撮影を続けており、いくつかのキックボクシング団体ではオフィシャル・カメラマンを務めたことがある。過去にレジャー紙で格闘技の連載コラムを執筆していたこともある。
一時期、タイで出家の経験をしており、タイ語が若干話せるほか、タイに人脈も多い。
2022年現在 「堀田春樹の蹴論！」 および 「デジタル鹿砦社通信」にてキック情報を発信中！

## 主な連載コラム
- ナイタイスポーツ「蹴撃群雄伝」
- ナイタイスポーツ「コイツはキック～」
- 実話ナックルズ「伝説の格闘家たち」